# Danny Bowes
Danny Bowes (Engeland, 14 april 1960) is de leadzanger van de hardrock band Thunder. Hiervoor was hij onder andere actief in de jaren 80 groep Terraplane.
Samen met Luke Morley, onder andere gitarist in Thunder, heeft hij een ander project onder de naam Bowes & Morley.